# People Analytics
People Analytics (von englisch People „Menschen“ und Analytics „Analytik“, auch: HR Analytics oder Workforce Analytics) bezeichnet die Analyse von Daten aus dem Personalwesen (HR Humankapital) in Verbindung mit anderen Unternehmensdaten. Grundlage für People Analytics sind Forschungsrichtungen wie Sozialpsychologie, Motivationspsychologie und Verhaltenswissenschaften sowie Business Intelligence, Predictive analytics und Big Data.

## Zielsetzung
Viele Entscheidungen, welche die Mitarbeiter und Organisation betreffen, werden aus der persönlichen Erfahrung des jeweiligen Entscheiders heraus getroffen. People Analytics soll ergänzend handfeste Informationen liefern, um Entscheidungen, die Mitarbeiter, Zusammenarbeit und Kommunikation im Unternehmen betreffen, hypothesengetrieben und datengestützt treffen zu können. Daher kann People Analytics unter den Begriffen Workforce Analyse, HR-Analyse, Talentanalyse, Mitarbeiter-Analyse, Humankapitalanalyse und HRIS-Analyse und in den Bereichen Recruiting, Onboarding, Training&Development, Mitarbeiterentwicklung, Mitarbeiterführung und vielen weiteren Szenarien zum Einsatz kommen.
People Analytics versteht sich als eine Schnittstellentechnik, die das Zusammenspiel vieler Unternehmensbereiche erfordert: Management, Personalbereich, Marketing, Unternehmenskommunikation, Controlling, IT. Da es meist um personenbezogene Daten geht, ist das Thema in deutschen Unternehmen mitbestimmungspflichtig.
Aktuelle Fragestellungen, die im weitesten Sinne die Zusammenarbeit betreffen, werden in eine konkrete Hypothese übersetzt, die dann unter anderem mit Methoden der Statistik untersucht wird. Hierbei können Fragebogenuntersuchungen oder auch Quasi-Experimentelle Designs zum Einsatz kommen. Erfahrungen und Intuition des Managements werden um fundierte Informationen ergänzt, um Entscheidungen zielgerichteter und fundierter treffen zu können.
Daten können im Rahmen von People Analytics auf verschiedenen Ebenen betrachtet werden: auf Unternehmensebene, auf Team- oder Abteilungsebene und auf Individualebene. Jedes People Analytics Projekt erfordert eine klare, spezifische und transparente Datenschutzregelung.
Vor allem im Englischen, gibt es wesentliche Unterschiede zwischen der Begrifflichkeit People Analytics bzw. der HR Analytics „People Analytics löst Geschäftsprobleme. HR Analytics löst HR-Probleme. People Analytics betrachtet die Arbeit und ihre soziale Organisation. HR Analytics misst und integriert Daten über administrative HR-Prozesse“, sagt Ben Waber, Doktorand am MIT Media Lab und CEO von Humanyze.

### Verbindung zum Personalcontrolling
In vielen Fällen handelt es sich bei Projekten, die unter dem Label People Analytics bekannt werden, um klassisches Personalcontrolling. People Analytics umfasst allerdings deutlich mehr als die reine Darstellung von Daten. Während im Personalcontrolling die Entwicklung verschiedener Variablen dokumentiert wird, steht bei People Analytics die Frage nach der Beeinflussung der Variable im Vordergrund.

## Beispiele

### Algorithmen zur Verhaltensvorhersage
Mit Hilfe von Algorithmen soll das Verhalten oder die Eignung von Mitarbeitern für bestimmte Aufgaben vorausgesagt werden. So versucht beispielsweise die Firma Google inc. mit ihrem Einstellungsalgorithmus vorherzusagen, welcher Bewerber die größten Erfolgschancen hat, wenn er angestellt wird. Trotz des Algorithmus durchläuft bei Google allerdings jeder Bewerber noch vier Vorstellungsgespräche, in welchen Menschen über seine Einstellung entscheiden.
Unternehmen setzen Algorithmen auch ein, um beispielsweise die Wahrscheinlichkeit zu bestimmen, dass ein Mitarbeiter das Unternehmen verlässt.

### Mitarbeiterauswahl und -gewinnung
Im Bereich der Mitarbeiterauswahl kommen neue eignungsdiagnostische Verfahren zum Einsatz. Beispielsweise wird über die Analyse von Sprache und Stimme auf Persönlichkeitsmerkmale geschlossen. Im Bereich der Mitarbeitergewinnung (Recruiting) kann mit People Analytics untersucht werden, über welche Jobportale die meisten Bewerbungen eingehen oder wie hoch die Quote der passenden Bewerber auf verschiedene Stellenanzeigen sind.

### Altersstrukturanalyse
Mit einer Altersstrukturanalyse lassen sich anhand von Betriebs- und Personaldaten unter Einbeziehung realisierter oder geplanter Personalmaßnahmen Zukunftsszenarien über die Personalstruktur eines Unternehmens entwickeln. Die Altersstrukturanalyse macht die aktuelle Altersstruktur im Unternehmen sichtbar und zeigt Zukunftsszenarien auf. So kann simuliert werden, wo das Unternehmen bei gleichbleibenden Bedingungen in 10, 20, 30 Jahren steht und welche variierten Rahmenbedingungen einen sinnvollen Einfluss auf diese Entwicklung nehmen können. Fragen dazu können beispielsweise sein: Welche Unternehmens-/Tätigkeitsbereiche sind besonders von Überalterung betroffen? Welche Wissens- und Erfahrungsträger verlassen wann das Unternehmen in den Ruhestand? Wie und wann ist ein Wissenstransfer realisierbar? Was bedeutet das für die Rekrutierungs- und Mitarbeiterbindungsstrategie, für die Nachfolgeplanung, für das Employer Branding?

### Mitarbeiterzufriedenheit
Die Bank of America verzeichnete in den firmeneigenen Call-Centern Fluktuationsraten von 40 %. Mithilfe eines People Analytics Programmes stellte das Unternehmen fest, dass Zusammenarbeit und Kommunikation innerhalb der einzelnen Abteilungen stark mit dem Erfolg der Mitarbeiter korreliert. Um die Zusammenarbeit innerhalb der Abteilungen zu fördern und Zeit zur persönlichen Kommunikation und zur Bildung von Netzwerken zu schaffen, änderte die Bank of America die Pausenpläne. Dies führte im Callcenter zu einer Effizienzsteigerung und vermehrtem Zusammenhalt unter den Mitarbeitern.

### Führungskräfte
Eines der frühesten People Analytics Projekte bei Google war die Oxygen Studie, mit der die Firma untersuchte, welche Eigenschaften eine gute Führungskraft in einem Technologie-Unternehmen ausmachen. Das Ergebnis war ein Katalog von acht zentralen Führungseigenschaften, eine Sammlung an prägnanten Originalaussagen von Mitarbeitern und ein internes Trainingsprogramm.

### Transparenz in der Zusammenarbeit
Für People Analytics nutzbar ist auch soziales Intranet, über das die Zusammenarbeit im Unternehmen koordiniert und Kommunikation und Wissenstransfer gefördert werden. Zudem kann anhand der Metadaten untersucht werden, wie stark Unternehmensbereiche miteinander vernetzt sind, wie hoch der Wissenstransfer tatsächlich ist (z. B. durch Dateiuploads), wie die Stimmung im Unternehmen ist, wo die Meinungsbildner oder Experten im Unternehmen zu finden sind. Bei der Einführung von People Analytics im Zusammenhang mit deren sozialem Intranet setzte beispielsweise IBM auf flächendeckende Information und Transparenz. Ein wichtiger Erfolgsfaktor dieses Projektes waren die von IBM selbst erarbeiteten Privacy Regelungen:
- Jeder User hat Zugriff auf alle eigenen Daten und kann diese löschen.
- Jeder User entscheidet selbst, welche Informationen er teilen möchte.
- Das Management bekommt ausschließlich aggregierte Daten.

### Analyse von Kündigungsgründen
Die Analyse von Kündigungsgründen in Verbindung mit demografischen Angaben und Informationen zu Tätigkeit und Unternehmensbereich anhand von People Analytics kann dabei unterstützen, zu verstehen was Mitarbeiter in einem Unternehmen hält und Möglichkeiten zu entdecken gezielt Mitarbeiter zu fördern. Auch können über People Analytics die häufigsten Charakteristika von Mitarbeitern herausgefunden werden, die länger im Unternehmen verbleiben. Es besteht die Möglichkeit, Trends über eine längere Zeitspanne zu beobachten.

### People Analytics Forschung an Universitäten
Alex Pentland, Direktor des „Human Dynamics Laboratory“ am MIT entwickelte die Idee der „Social Physics“. Hierbei sammeln mit am Körper befestigte Sensorbänder Informationen über das Verhalten von Probanden wie die Dauer von Gesprächen, die Stimmlage, die Gestik, den Sprech- und Zuhöranteil oder die körperliche Position. Auf Basis dieser Daten sollen Erfolgsfaktoren der Zusammenarbeit in Teams abgebildet und prognostiziert werden.

## Rechtliche Situation in Deutschland
People Analytics nutzt personenbezogene Daten, teils auch sensible Personendaten. Diese unterliegen in Deutschland aufgrund des Bundesdatenschutzgesetzes jedoch einem besonderen Schutz. Zudem unterliegen sie der Mitbestimmungspflicht des Betriebsrates.
Rechtlich unzulässige Maßnahmen werden auch mit der Zustimmung des Betriebsrates nicht rechtmäßig.
Aus der DSGVO ergeben sich Schranken bei der Verarbeitung von personenbezogenen Daten: Rechtmäßigkeit, Verarbeitung nach Treu und Glauben, Transparenz, Zweckbindung, Datenminimierung, Richtigkeit, Speicherbegrenzung, Integrität und Vertraulichkeit (Art. 5 DSGVO).
Die Analyse dienstlicher E-Mails der Beschäftigten ist bisher zulässig, da sie nicht unter §88 des TKG fallen. Nach der Rechtsprechung des BVerfG endet der Schutz des Fernmeldegeheimnisses, wenn die Nachricht beim Empfänger angekommen ist.
Dagegen ist die freie Verarbeitung personenbezogener Daten mit Abfragesprachen unzulässig. Sie ist mit dem Recht auf informationelle Selbstbestimmung nicht vereinbar, da sie die Zweckbindung der Arbeitnehmerdaten und die Datentransparenz für die Beschäftigten aufhebt.
Biometrische Identifikationsverfahren, die nicht nur die Identität überprüfen, sondern auch Aussagen zum Gemüts- und Gesundheitszustand oder zum Charakter erlauben, sind ebenfalls unzulässig, da sie Einzelnen zum bloßen Objekt eines Verfahrens machen und ihm seine Intimsphäre nehmen (vgl. auch Rn 201, §94 Rn. 39, 48 m.w.N.)
Ortungssysteme, die personenbeziehbare Bewegungsdaten z. B. über GPS-gestützte Navigationssysteme, RFID-Technik oder Mobiltelefone erfassen, sind in Hinblick auf das Persönlichkeitsrecht nur ausnahmsweise zulässig (z. B. für Personen die Gefahrenbereiche betreten und verlassen, nie aber z. B. im privaten Bereich). Dabei sind lückenlose Bewegungsprofile unzulässig.
Auch die Verbreitung von Gesundheitsdaten der Arbeitnehmer ist unzulässig.